# Heilig-Geist-Kirche (Regensburg)

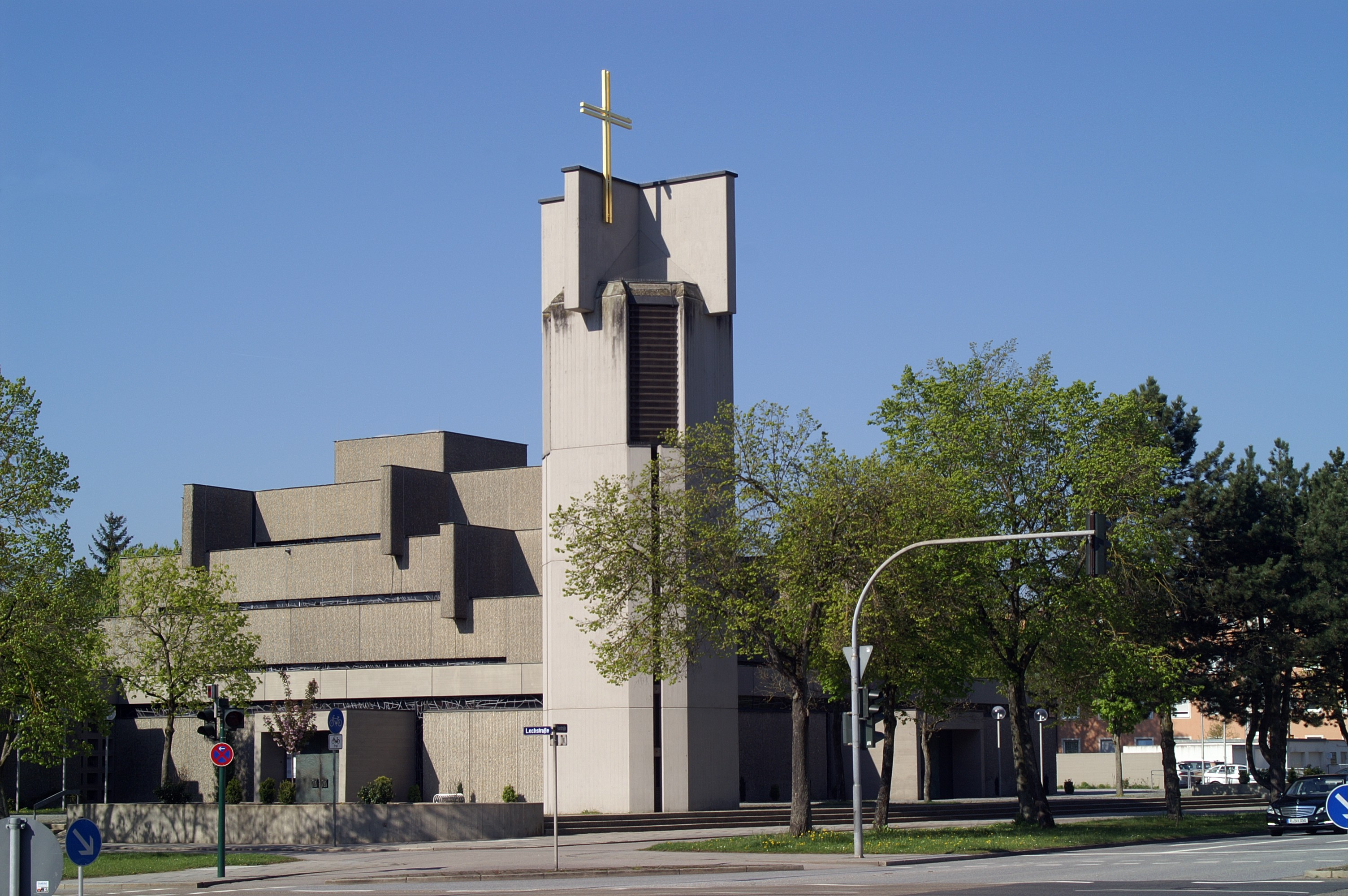
Hl. Geist

Die Heilig-Geist-Kirche ist eine katholische Kirche im Nordosten von Regensburg. Sie steht in der Isarstraße 54.

## Geschichte
Der Bevölkerungszuwachs im Regensburger Nordosten in der Nachkriegszeit machte den Bau einer Kirche notwendig. So wurde ein Gebiet von St. Josef (Regensburg-Reinhausen) am 1. September 1969 abgetrennt und der damalige Kaplan Karl Heidingsfelder beauftragt eine neue Pfarrei zu gründen. Bereits ab dem 11. Januar 1970 konnten Gottesdienste in dem Saal der Flurbereinigungsdirektion gefeiert werden. Der Bau des Gemeindezentrums wurde von Otto Rausch geplant und am 27. April wurde das Bauvorhaben mit der Errichtung der Nebenräume begonnen. Nach Einweihung des ersten Bauabschnittes am 28. Februar 1971 wurde am 17. Oktober der Grundstein der Kirche durch Karl Flügel gelegt. Gleichzeitig wurde die Gemeinde zu der selbstständigen Pfarrei „Heiliger Geist“ erhoben. Der Baukörper wurde als Gemeindezentrum mit Kirche, Gemeindesaal und Pfarrwohnung von 1971 bis 1972 vollendet. Die pyramidenförmige Kirche wurde am 14. Mai 1972 durch Rudolf Graber konsekriert.
Am 21. März wurde mit dem Bau des bisher fehlenden Kirchturms nach einem Plan von Otto Rausch begonnen. Der freistehende Glockenturm wurde im Oktober fertig gestellt. Im nächsten Jahr wurde ein Geläute eingebaut.
Die Gemeinde bildet derzeit eine Seelsorgeeinheit mit St. Michael Regensburg-Keilberg.

## Ausstattung

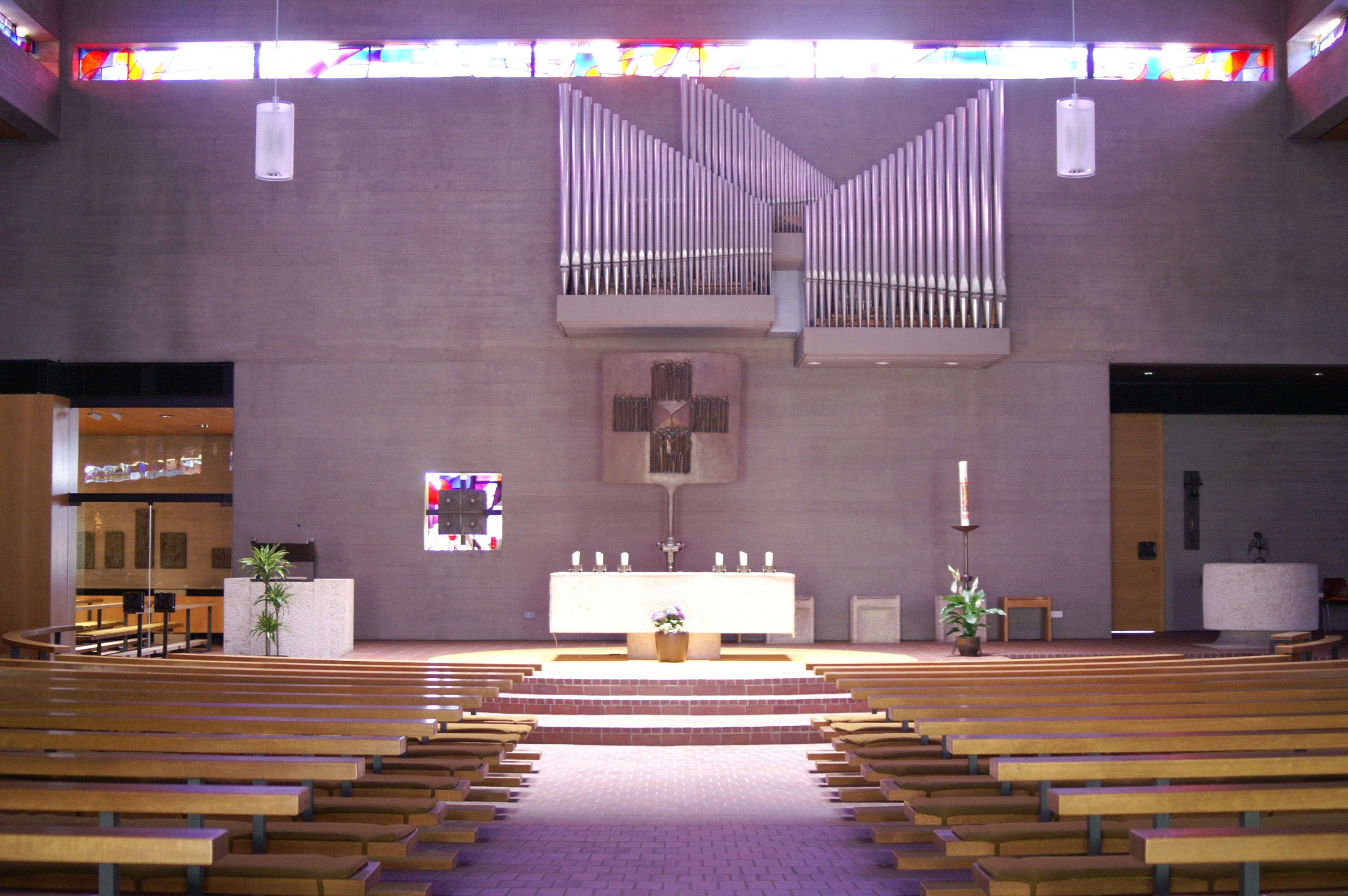
Innenansicht

Durch die schlichte Ausstattung wirken die künstlerisch gestalteten Kirchenfenster von Willi Ulfig besonders gut, welche das Pfingstwunder in roten und blauen Farben symbolisieren. Eine halbkreisförmige Anordnung der Kirchenbänke macht es den Gottesdienstbesuchern möglich, sich nahe um den Altar zu versammeln. An die erhöhte Altarinsel, welche durch einen Lichtschacht in der ansteigenden Deckenkonstruktion mit natürlichem Tageslicht erhellt wird, schließt sich im Westen auf gleicher Ebene der Chorbereich an. Dort ist mittig der Spieltisch der Orgel platziert. Die Bronzestele stammt aus dem Jahr 1971 und wurde von Karl Reidel gefertigt.
Im Osten findet sich eine Werktagskapelle für kleinere Gottesdienstformen. Dort befindet sich eine Madonna aus dem 16. Jahrhundert und der Kreuzweg aus Bronze von Karl Reidel.

## Orgel
Die zweimanualige Orgel stammt von Guido Nenninger und wurde nach einem Dispositionsentwurf von Eberhard Kraus erstellt. Sie hat elektrische Trakturen und einen dreigegliederten Freipfeifenprospekt. Nach einem nicht näher datierten Umbau hat sie aktuell folgende Disposition:
| I Hauptwerk C–g3 |                |       |
| 1.               | Prinzipal      | 8′    |
| 2.               | Rohrflöte      | 8′    |
| 3.               | Oktave         | 4′    |
| 4.               | Holzflöte      | 4′    |
| 5.               | Superoktav     | 2′    |
| 6.               | Cornettino III | 2 ⁄3′ |
| 7.               | Mixtur VI      | 1 ⁄3′ |
| 8.               | Trompete       | 8′    |

| II Oberwerk C–g3 |               |        |
| 9.               | Holzgedackt   | 8′     |
| 10.              | Prinzipal     | 4′     |
| 11.              | Flute douce   | 4′     |
| 12.              | Nachthörnlein | 2′     |
| 13.              | Sifflöte      | 1′     |
| 14.              | Terz          | 1 3⁄5′ |
| 15.              | Zimbel III    | 1⁄3′   |
| 16.              | Vox coelestis | 8′     |
| 17.              | Oboe          | 8′     |
|                  | Tremulant     |        |

| Pedal C–f1 |                 |               |
| 18.        | Subbaß          | 16′           |
| 19.        | Oktavbaß        | 8′            |
| 20.        | Hohlflöte       | 8′            |
| 21.        | Choralbaß       | 4′            |
| 22.        | Doppelquint II  | 2 ⁄3′ + 1 ⁄3′ |
| 23.        | Bauernpfeife II | 2′ + 1′       |
| 24.        | Posaune         | 16′           |

- Koppeln: II/I, I/P, II/P
- Spielhilfen: 2 freie Kombinationen, Crescendowalze, Crescendo ab, Zungen ab, Handregister ab, 1 freie Pianopedalkombination, Tutti, Zungeneinzelabsteller[Anm. 6].

1. ↑  Ursprünglich: Fagott 16′
2. ↑  Ursprünglich: Sifflöte II
3. ↑  Ursprünglich: Terzsept II
4. ↑  Ursprünglich: Trompete 8′, neues Register bei Datenaufnahme ohne Funktion
5. ↑  Ursprünglich: Holzregal 4′
6. ↑  Abstellerbeschriftung noch nach Originaldisposition

## Glocken
Die vier Glocken aus Bronze wurden am 27. Juni 1980 von der Glockengießerei Rudolf Perner gegossen. Sie wurden am 11. Oktober von Karl Flügel geweiht und erklangen am 18. Oktober bei einer Lichterprozession zum ersten Mal.
| Nr. | Name                                  | Masse (kg) | Schlagton | Ø (mm) | Gussjahr | Glockengießer  |
| 1   | Heiliggeistglocke                     | 975        | f1        | 1230   | 1980     | Perner, Passau |
| 2   | Christusglocke                        | 448        | a1        | 950    | 1980     | Perner, Passau |
| 3   | Marienglocke                          | 312        | c2        | 820    | 1980     | Perner, Passau |
| 4   | Benedikt- und Maximilian-Kolbe-Glocke | 224        | d2        | 735    | 1980     | Perner, Passau |